# حمادة (نبات)
الحمادة (باللاتينية: Hammada) جنس نباتي ينتمي إلى الفصيلة النجمية. يضم هذا الجنس أربعة أنواع مقبولة وتسعة غير مؤكدة بعد. تنمو أنواع هذا الجنس في البيئات الجافة وموطن كثير منها الوطن العربي.

## من أنواعها في الوطن العربي
1. الحمادة السورية (باللاتينية: Hammada syriaca) في بلاد الشام
2. حمادة شميت (باللاتينية: Hammada schmittiana) في بلاد الشام ومصر والمغرب العربي
3. الحمادة المتشعبة (باللاتينية: Hammada ramosissima) في بلاد الشام وتركيا

## أنواع وضعت ضمن جنسالرمث
1. الحمادة المفصلية (باللاتينية: Hammada articulata) مرادف لنبات الرمث المكنسي (باللاتينية: Haloxylon scoparium)
2. الحمادة صفصافية القرون (باللاتينية: Hammada salicornica)، مرادف لنبات الرمث المكنسي (باللاتينية: Haloxylon scoparium)
3. الحمادة النقبية (باللاتينية: Hammada negevensis) في بلاد الشام وسيناء، مرادف لنبات الرمث النقبي (باللاتينية: Haloxylon negevensis)
4. الحمادة المنحنية (باللاتينية: Hammada recurva) في بلاد الشام وسيناء، مرادف لنبات الرمث المنحني (باللاتينية: Haloxylon recurvum)